# 勾當台公園站

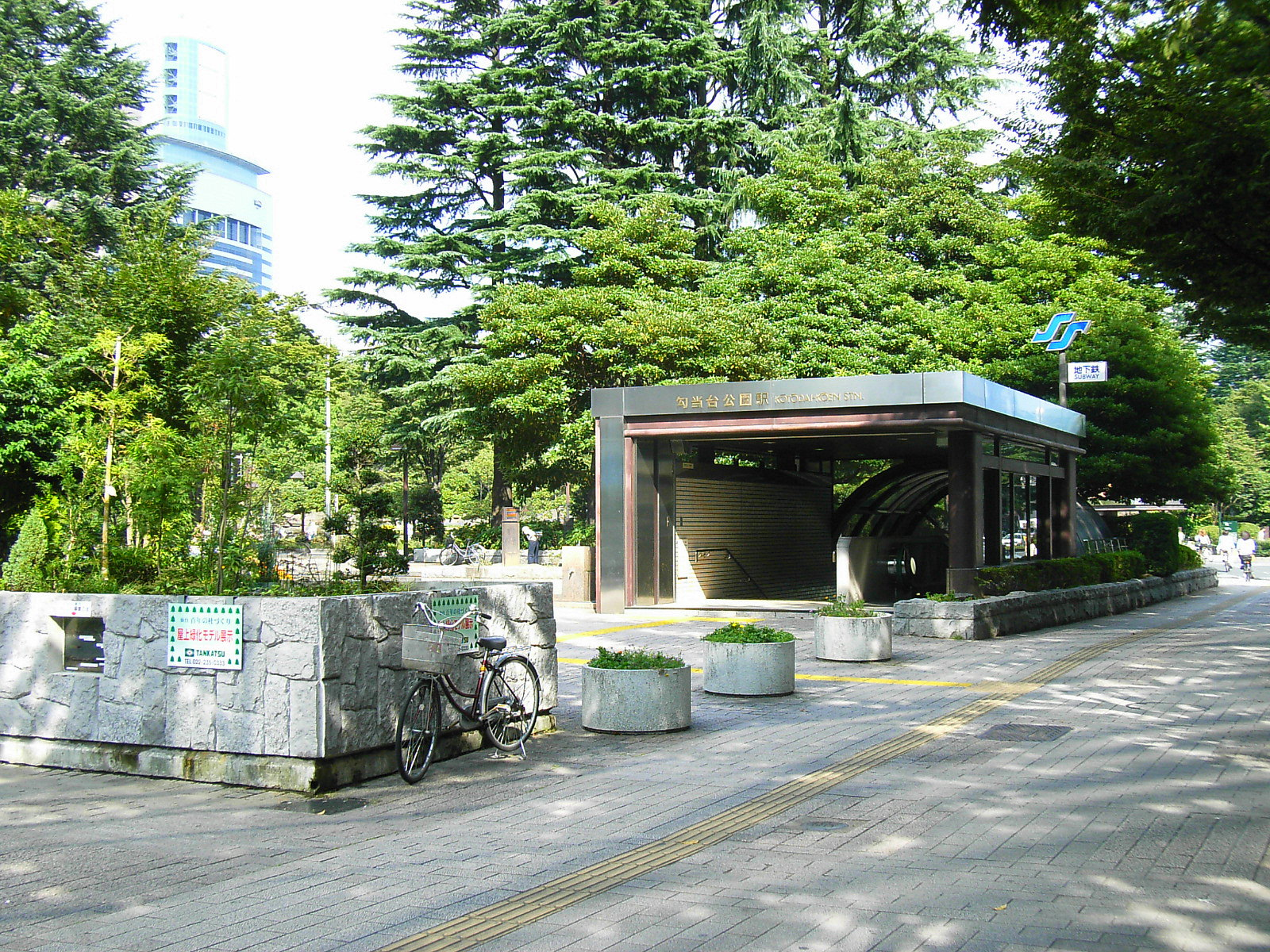
公園2出入口（2005年9月）

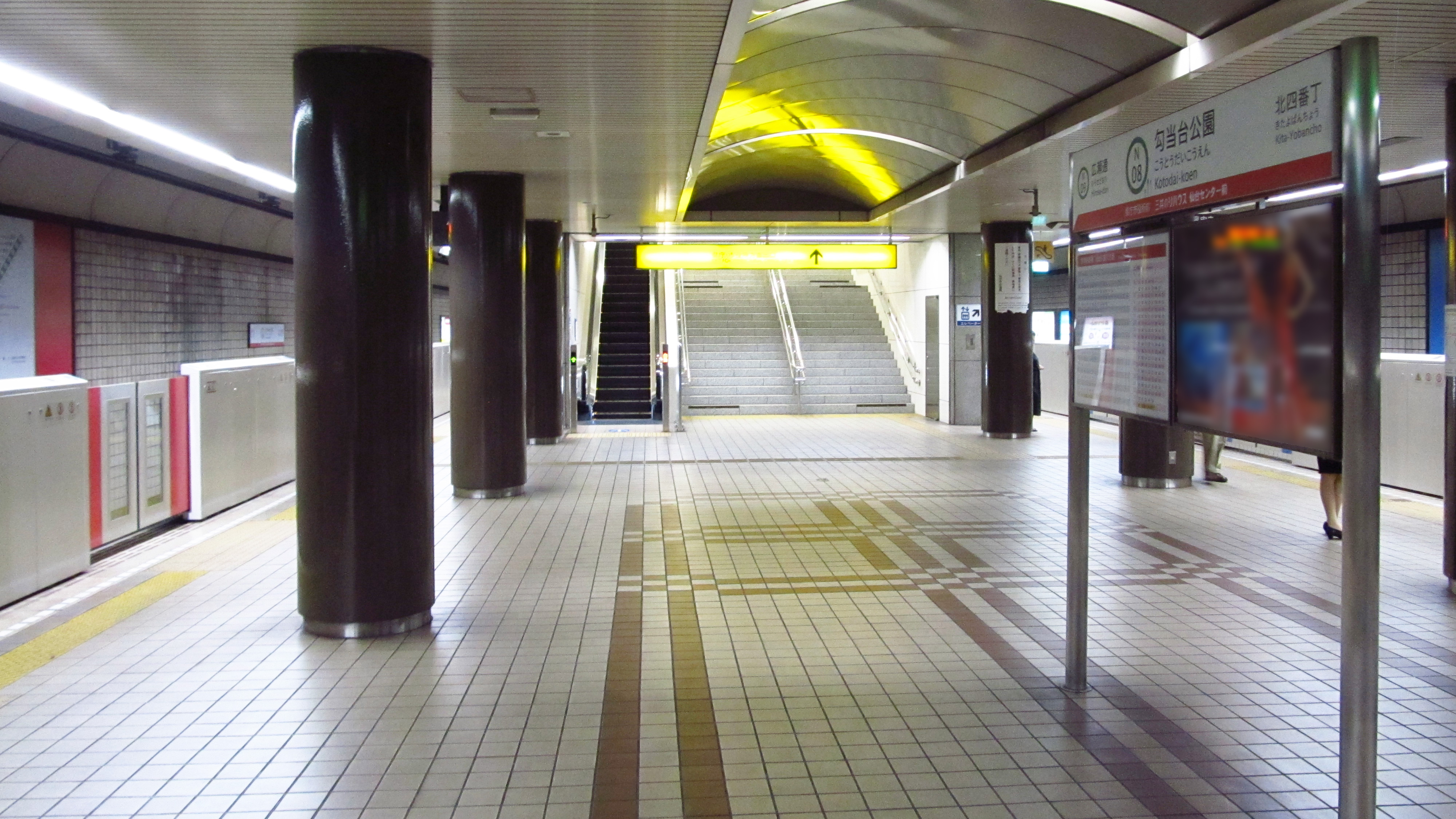
月台（2016年7月）

勾當台公園站（日语：／ Kōtōdai-Kōen eki */?）是位於日本宮城縣仙台市青葉區本町，屬於仙台市地下鐵南北線的鐵路車站。車站編號是N08。本站的副站名是「縣廳 市役所前」、「三井之Rehouse 仙台中心前」。

## 歷史
- 1987年（昭和62年）7月15日：開業。
- 2009年（平成21年）12月20日：月台閘門開始運作。

## 車站結構
本站為島式月台1面2線的地底車站，地下2樓是車站大廳，地下3樓則是月台。本站坐落在東二番丁通的道路下，與定禪寺通相交的位置。出入口分別有北1、2、公園1、2、南1〜4合計8個。

### 月台配置
| 月台 | 路線     | 目的地         |
| ---- | -------- | -------------- |
| 1    | ■ 南北線 | 仙台、富澤方向 |
| 2    | ■ 南北線 | 泉中央方向     |

## 使用情況
| 上車人次推移       | 上車人次推移     |
| 年度               | 一日平均上車人次 |
| ------------------ | ---------------- |
| 2002年（平成14年） | 15,518           |
| 2003年（平成15年） | 14,908           |
| 2004年（平成16年） | 14,835           |
| 2005年（平成17年） | 14,774           |
| 2006年（平成18年） | 14,606           |
| 2007年（平成19年） | 14,271           |
| 2008年（平成20年） | 13,771           |
| 2009年（平成21年） | 13,212           |
| 2010年（平成22年） | 13,000           |
| 2011年（平成23年） | 12,722           |
| 2012年（平成24年） | 13,724           |
| 2013年（平成25年） | 14,226           |
| 2014年（平成26年） | 14,380           |
| 2015年（平成27年） | 15,138           |
| 2016年（平成28年） | 16,375           |
| 2017年（平成29年） | 16,823           |

- 2017年度（平成29年度）
  - 1日平均上車人數：16,823人[1]
  - 上車人次在仙台市地下鐵車站次於仙台站、泉中央站排行第3位。

一日平均上車人次（單位：人次）

## 相鄰車站
仙台市交通局（仙台市地下鐵）
■南北線
北四番丁（N07）－勾當台公園（N08）－廣瀨通（N09）

## 外部連結
- 勾當台公園站 （页面存档备份，存于） - 仙台市交通局（日語）